# Ceresium larvatum
Ceresium larvatum là một loài bọ cánh cứng trong họ Cerambycidae.